# Nûçe TV
 (mars 2012).
Nûçe TV est la première chaîne de télévision kurde d'information en continu. Nûçe veut dire « les nouvelles ».
Elle est librement accessible sur le satellite et en lecture en continu sur Internet.
La Turquie veut la censure de ce canal en faisant pression sur les pays à partir desquels la chaîne est émise. 

## Mode de diffusion
Cette chaîne de télévision est diffusée depuis le satellite Eurobird :
- Eurobird 9A
- Fréquence 11.843
- SymbolRate (SR) 27.500
- FEC 3/4
- Polarisation : verticale

Mais elle est aussi diffusée depuis le satellite Nilesat (ATLANTIC BIRD 4) :
- Fréquence 11355
- SymbolRate (SR) 27.500
- FEC 3/4
- Polarisation : verticale